# Dipcadi cowanii
Dipcadi cowanii är en sparrisväxtart som först beskrevs av Henry Nicholas Ridley, och fick sitt nu gällande namn av Joseph Marie Henry Alfred Perrier de la Bâthie. Dipcadi cowanii ingår i släktet Dipcadi och familjen sparrisväxter. Inga underarter finns listade i Catalogue of Life.